# Schießen Sie auf den Weinhändler
Schießen Sie auf den Weinhändler ist ein französischer Fernsehfilm von Emmanuelle Bercot, der als Folge 2 innerhalb der Serie in Schwarz am 12. Juli 2009 im französischen Fernsehen veröffentlicht wurde.

## Handlung
Gérard lebt als Winzer auf seinem Gut in Südwest-Frankreich. Er ist ein Feinschmecker, ein Perfektionist in jeder Hinsicht und ein Einzelgänger. Er ist verheiratet mit einer Frau, die leider eine miserable Köchin ist. Als sie wiedereinmal die Célerie remoulade verdorben hat, zieht er eine Pistole aus der Tischschublade, erschießt sie und speist dann in einem Restaurant, in dem das Essen zu seiner Zufriedenheit zubereitet wird. Den Nachbarn erzählt er, seine Frau sei für ein Entwicklungshilfeprojekt in Ruanda.
Im Park beobachtet er eine junge Streunerin, die gerade Célerie remoulade aus einem Plastikbehälter löffelt. Er spricht sie an, sie erklärt ihm wie man die Célerie eigentlich zubereiten sollte. Er bietet ihr daraufhin eine Stelle als Köchin an. Ihre Célerie remoulade, ist perfekt, sie hat die Gabe einer Sterneköchin, wie Gérard feststellt. Doch dann fangen die Probleme an: morgens verschläft sie regelmäßig, sie fängt einen Flirt mit seinem Hilfsarbeiter an, was Gérard missfällt, und sie hält sich nicht an den Speiseplan, den er ihr genau vorgeschrieben hat. Als sie wiedereinmal „falsch“ gekocht hat, rastet er völlig aus und presst brutal ihr Gesicht in den Teller mit dem Gericht. Die Kleine ist entsetzt, ihre Wut ist deutlich in ihrem Gesicht zu lesen. Als sie im Speicher gebrauchte Kleider zusammensucht, die nach Ruanda – angeblich zu seiner Frau – geschickt werden sollen, findet sie in einem Wäschesack bündelweise Geld.
Und wieder ist eine Mahlzeit angeblich misslungen. Gérard ist außer sich, wirft sich auf sie und würgt sie fast zu Tode. Wenig später entschuldigt er sich, wirft ihr aber vor, Lesben könnten eh’ nicht kochen. Das löst bei ihr einen Flashback aus: Sie erinnert sich an ihre Geliebte, mit der sie herumgezogen ist, Läden ausgeraubt hat, das Geld dann in Fünfsterne-Hotels verjubelt hat, und mit der sie in Portugal ein Feinschmeckerlokal eröffnet wollte. Sie erinnert sich an ihren Stiefvater, der ihre Mutter immer wieder misshandelte, den sie bei der Tat erschossen hat, und bei der unglücklicherweise auch ihre Mutter zu Tode kam. Der Film erzählt dann aus ihrer Perspektive, wie sie Gérard kennengelernt hat, und was sie von ihm hält.
Bei der nächsten Mahlzeit beobachtet sie ihn genau. Als er im Begriff ist, wegen misslungener gefüllter Artischocken einen Tobsuchtsanfall zu bekommen, greift sie in die Tischschublade und erschießt ihn. Das Problem, die Leiche zu beseitigen löst sie, indem sie den Toten in den Weinkeller schleppt, die Klappe zur Sickergrube öffnet und den Leichnam versenkt. Der Körper verschwindet in der schwarzen Masse, es steigen noch Blasen auf, ein Körper kommt an die Oberfläche, es ist der Körper einer Frau. Dann packt sie den Plastiksack mit dem Geld in ihren Koffer, verlässt das Haus und beschließt, das nächste Mal die Artischocken mit Zitrone zuzubereiten.

## Produktion und Veröffentlichung
Das Drehbuch von Emmanuelle Bercot beruht auf dem Kriminalroman Schiessen sie auf den Weinhändler von Chantal Pelletier. Gedreht wurde der Film in Südwestfrankreich in der Gegend von Monbazillac. Kameramann war Christophe Offenstein, der mit La reine des connes einen weiteren Film der Serie realisiert hat.
Die originale Filmmusik komponierte der französische Chansonsänger Christophe, für den es die erste, eigens für einen Film komponierte Musik war. Einen entscheidenden Beitrag zur Atmosphäre des Films ist Musik aus Opern von Richard Wagner, ein Komponist, den Gérard verehrt, und die er vorzugsweise in voller Lautstärke hört. Gespielt werden Ausschnitte aus dem Fliegenden Holländer, aus Tristan und Isolde, Götterdämmerung und Die Walküre. Stille Nacht, heilige Nacht singt der Chor der Westminster-Kathedrale.
Der Film wurde am 12. Juli 2009 in Frankreich auf ARTE ausgestrahlt und lief am 19. März 2011 im deutschen Fernsehen.
Veröffentlicht wurde er von ARTE in der Kassette Serie in Schwarz – Suite Noire, mit 8 Filmen auf 4 DVDs. Auf den DVDs ist zu jeder Episode ein Interview mit dem Regisseur oder der Regisseurin mit Hintergrundinformationen beigefügt.

## Rezeption
Der Film wurde 2009 mit dem Prix Télévision/Prix de l’audace des SFCC ausgezeichnet.

### Kritik
Während die Reaktion der französischen Presse auf die Serie gemischt ausfiel, erhielt Schießen Sie auf den Weinhändler durchweg positive Kritiken. Le Parisien bezeichnet den Film als „ein Juwel aus Schwärze und Humor, Gewalttätigkeit und kruden Szenen“.
Jean-Jacques Larrochelle von Le Monde schreibt: „Getragen von Christophes Musik und – vor allem – von der Musik Richard Wagners – wird hier stilistisch bis zum Schluss ein Klima latenter Spannung erzeugt, die einen ermessen läßt, bis zu welchem Punkt das radikalste Autorenkino einen Platz auf dem Fernsehschirm finden kann.“
Der Kritiker des deutschen Filmportals bewegtbild schreibt:
„Einigen Episoden hätte es besser zu Gesicht gestanden, weniger auf einen Off-Erzähler zu setzen, obwohl gerade dieser andererseits den Charme der Episode Schießen sie auf den Weinhändler ausmacht, einem der Höhepunkte der Serie In Schwarz “. Die Episode beginne mit einem Big Bang und schaffe es wunderbar noch einen schönen Twist einzubauen, mit einem am Ende wirklich originellen Ergebnis.